# Victor Gollancz
Victor Gollancz (ur. 9 kwietnia 1893 w Londynie, zm. 8 lutego 1967 w tamże) – brytyjski pisarz, publicysta i wydawca o poglądach socjalistycznych pochodzenia żydowskiego (jego rodzice wcześniej wyemigrowali z Polski); laureat wielu nagród, m.in. Nagrody Pokojowej Księgarzy Niemieckich (1960), odznaczony Federalnym Krzyżem Zasługi, Medalem Goethego; w roku 1965 uhonorowany przez królową Elżbietę II tytułem szlacheckim.
W 1936, we współpracy z Haroldem Laskim i Johnem Stracheyem, założył Left Book Club, czyli organizację wydawniczą i edukacyjną o charakterze lewicowym działająca w Wielkiej Brytanii.

## Publikacje
- The Making of Women, Oxford Essays in Feminism (1918)
- Industrial Ideals (1920)
- Is Mr Chamberlain Saving Peace? (1939)
- Betrayal of the Left: an Examination & Refutation of Communist Policy from October 1939 to January 1941: with Suggestions for an Alternative and an Epilogue on Political Morality (1941)
- Let My People Go. Some Practical Proposals for Dealing with Hitler's Massacre of the Jews and an Appeal to the British Public (1943)
- Leaving Them to Their Fate: the Ethics of Starvation (1946)
- Our threatened Values (1946)
- In Darkest Germany (1947)
- Germany Revisited (London Victor Gollancz Ltd., 1947)
- Capital Punishment: the Heart of the Matter (1955)
- Devil's Repertoire: or, Nuclear Bombing and the Life of Man (1959)
- Case of Adolf Eichmann (1961)
- Journey Towards music: a Memoir (1964)